# Alfonso Enríquez
 (juin 2023).
Si vous disposez d'ouvrages ou d'articles de référence ou si vous connaissez des sites web de qualité traitant du thème abordé ici, merci de compléter l'article en donnant les références utiles à sa vérifiabilité et en les liant à la section « Notes et références ».
Alfonso Enríquez, est un noble espagnol qui fut Amiral de Castille et Seigneur de Medina de Rioseco (1354-1429). 
Alfonso est le fils naturel de Fadrique Alfonso de Castille, mais sa mère n'est pas connue, ce qui a fait supposer qu'elle était marrane (juive convertie au christianisme). Il est le père de Fadrique Enríquez, le grand-père de la reine Jeanne Enríquez et l'arrière-grand-père maternel du roi Ferdinand II d’Aragon.
En 1387, il épousa Juana de Mendoza, dont il eut 14 enfants. Il eut également trois enfants illégitimes. 
1. Fadrique Enríquez de Mendoza (vers 1388- 1473)
2. Enrique Enríquez de Mendoza
3. Pedro Enríquez de Mendoza (mort enfant)
4. Beatriz Enríquez de Mendoza
5. Leonor Enríquez de Mendoza
6. Aldonza Enríquez de Mendoza
7. Isabel Enríquez de Mendoza
8. Inés Enríquez de Mendoza
9. Blanca Enríquez de Mendoza
10. Constance Enríquez de Mendoza
11. Maria Enríquez de Mendoza
12. Mencia Enríquez de Mendoza
13. Juan Enríquez de Mendoza
14. Rodrigo Enríquez de Mendoza

Mort en 1429 au monastère de Guadalupe à l'âge de 75 ans, il est enterré aux côtés de son épouse et de plusieurs de ses enfants dans le monastère de Santa Clara de Palencia, que tous deux avaient fondé.